# Guntram Palm
Guntram Martin Palm, né le 21 juin 1931 à Berlin et mort le 11 février 2013 à Korb, est un homme politique allemand membre de l'Union chrétienne-démocrate d'Allemagne (CDU).

## Biographie

### Une formation d'avocat
Après son Abitur, il s'inscrit à l'université de Tübingen pour y étudier le droit et les sciences économiques. Il termine son cursus à l'université de Heidelberg et passe son second diplôme juridique d'État en 1959. Cette année-là, il obtient également un doctorat de droit, puis s'installe à Stuttgart pour y exercer le métier d'avocat.

### Une entrée rapide en politique
Membre du Parti populaire démocratique (FDP/DVP), il est élu député au Landtag de Bade-Wurtemberg aux élections régionales de 1964. Deux ans plus tard, il se fait élire bourgmestre de Fellbach, une ville moyenne dans le centre du Land. S'il parvient à conserver son siège de parlementaire aux élections de 1968, il le perd en 1972, du fait de la contre-performance des libéraux.

### Passage à la CDU
En 1975, il quitte le FDP/DVP et adhère à la CDU. Bien qu'il ne soit pas redevenu député aux élections régionales de mars 1976, il rejoint le gouvernement du Bade-Wurtemberg le 2 juin suivant en tant que secrétaire d'État politique du ministère de l'Intérieur. Le libéral Friedrich-Wilhelm Kiel est ensuite élu pour le remplacer dans ses fonctions municipales.

### Ministre dans le Bade-Wurtemberg
À la suite du suicide d'un membre de la Fraction armée rouge à Stuttgart, le ministre de la Justice Traugott Bender démissionne le 2 novembre 1977 et Guntram Palm lui succède. Le 30 août 1978, il devient ministre de l'Intérieur en remplacement de Lothar Späth, investi ministre-président après la démission forcée de Hans Filbinger.
Réélu député au Landtag dans la 16e circonscription lors des élections régionales de mars 1980, il est nommé ministre des Finances le 4 juin suivant. Il est reconduit dans ces fonctions en juin 1984, puis juin 1988, étant par ailleurs systématiquement réélu au Parlement régional.

### Retraite
Späth est contraint de démissionner le 13 janvier 1991 et Guntram Palm n'est pas maintenu au gouvernement par son successeur, Erwin Teufel. Bien qu'il soit de nouveau élu député en mars 1992, il renonce un mois plus tard à exercer ce mandat et devient président de la banque centrale du Land, jusqu'à sa retraite en 2000.

### Vie privée
Marié à Ute Dollmann, il est père de trois enfants. Parmi eux, Christoph Palm, membre de la CDU et élu bourgmestre de Fellbach en 2000.